# Scrunter
Scrunter, eigentlich Irwin Reyes Johnson (* vor 1979) ist ein trinidadischer Calypso- und Parang-Soca-Musiker.

## Karriere
Johnsons Künstlername „Scrunter“ bedeutet in etwa „Rüpel“ oder „Ganove“. Er begann seine Karriere als Calypsonian. 1979 veröffentlichte er den Titel Woman on the Bass, der seitdem als „nationale Partyhymne“ gilt. 1980 gewannen die Trinidad All Stars mit Woman on the Bass den Panorama-Wettbewerb. Ebenfalls 1980 musste Johnson aufgrund einer behördlichen Anweisung, der eine Petition aus der Bevölkerung vorausgegangen war, Teile des Texts seines Calypso-Titels Take the Number ändern, der primär zur Wachsamkeit gegenüber Kindesentführern aufrief, in einer Textzeile aber Hindupriestern die systematische Vergewaltigung von Kindern unterstellte. 1983 gewann er mit den Titeln The Will und Ah Lick E Ting den „Calypso Monarch“-Titel, einen der beiden großen Calypsowettbewerbe Trinidads, wobei er durch einen Cameo-Auftritt von Lord Kitchener unterstützt wurde.
1988 beendete er, laut eigener Aussage nach einigen negativen Erfahrungen mit der trinidadischen Musikindustrie, seine Calypso-Karriere und wandte sich dem noch neuen Genre Parang Soca zu, einer Mischform aus dem von spanischen Einflüssen dominierten Parang und Soca-Rhythmen. Zu dieser Zeit eröffnete er eine Veranstaltungshalle in Vega de Oropuche östlich von Sangre Grande, in dem seit 1988 jährlich das Parang-Minifestival Pork Dance stattfindet. Auch in der Parangszene gewann er Wettbewerbe: 1994 und 1995 wurde er Parang Soca Monarch, ein Titel, der 1994 eingeführt wurde. Mittlerweile gilt er als führender Vertreter des Parang Soca. 2003 wurde er gemeinsam mit Black Stalin, Harry Belafonte und Mighty Sparrow in der Dokumentation Calypso Dreams porträtiert, die ab Februar 2004 in Kinos in den USA, Trinidad und Großbritannien anlief. 2012 weitete er sein Repertoire auf Chutney Soca aus, um indische Einflüsse erweiterten Soca.
2008 coverte Trinidads einzige Punk-Band, Anti-Everything, Scrunters Titel Eat Something Before You Go.
Johnson ist nicht zu verwechseln mit dem dominicanischen Calypso-Künstler Andrew “Scrunter” Bazil.

### Titel und Auszeichnungen
- 1982: Calypso Monarch (für The Will und Ah Lick E Ting)
- 1994: Parang Soca Monarch
- 1995: Parang Soca Monarch
- 2016: Hummingbird Medal in Gold

## Stil und Bedeutung
In einem Artikel über Parang und Parang Soca im Trinidad Newsday wird Johnsons Führungsrolle bei der Entwicklung des Parang-Soca-Genres ab Mitte der 1980er-Jahre nachgezeichnet; er habe „die Liste der Entertainer, die die (neue) Kunstform in den 1980er- und 1990er-Jahren für sich entdeckten, mit solcher Vehemenz angeführt, dass er (heute) oft als König des Soca Parang bezeichnet wird“. Der Sänger habe sich mit schrulligen Liedern über seine Heimat Vega de Oropouche eine eigene Nische innerhalb des Segments geschaffen. Das karibische Kulturmagazin Outlish gesteht Johnson zu, den „besten Parang aller Zeiten“ zu produzieren, wertet jedoch, dass er „mehrere Jahre am Stück die gleichen Rhythmen“ verwende und lediglich die Texte austausche. Johnson selbst bezeichnet seinen Stil nicht als Parang Soca, sondern explizit als Parang, den er lediglich auf Englisch intoniere.

## Diskografie (Auswahl)
- 1983: Soca Showcase (EP, Charlie's Records)[11]
- 1985: Every Shadow (Charlie's Records)
- 1988: Party Lover (EP, TCA Records)
- 1989: Summer Jam (EP, Charlo's Productions)
- 1990: Gimme Some (EP, Charlo's Productions)
- 2002: A Treasure to Behold (VP Records)
- 2003: Scrunter (JW Productions)
- 2009: A Decade of Scrunter: De Parang Now Start (Kompilation, JW Productions)